# Mariakapel (Würzburg)
De Mariakapel (Duits: Marienkapelle) in de Beierse stad Würzburg is een gotisch kerkgebouw. Ondanks de grootte van het gebouw is het godshuis kerkrechtelijk een kapel.

## Bouwgeschiedenis
Bisschop Gerhard von Schwarzburg legde in 1377 de eerste steen voor de nieuw te bouwen kerk op de plaats waar tot 1349 een synagoge had gestaan. De synagoge werd ondanks waarschuwingen van paus Clemens VI verwoest tijdens een golf van Jodenvervolgingen in Europa na een uitbraak van de Zwarte Dood. Mogelijk vanwege het toenemende belang van de kerk als raadskerk werd in 1441 begonnen met de bouw van een toren, naar het voorbeeld van de Maria ad Graduskerk te Mainz. In de barokke periode bleef de gotische uitstraling van de Mariakapel behouden. De inrichting van de kapel werd in de 19e eeuw in neogotische stijl vernieuwd, maar deze ging in 1945 geheel verloren. De neogotische spits die in de jaren 1856-1857 naar voorbeeld van de Onze-Lieve-Vrouwekerk in Esslingen am Neckar werd gebouwd siert echter nog steeds de toren.
Tijdens het bombardement op Würzburg op 16 maart 1945 werd de kapel zwaar beschadigd. Het gebouw brandde volledig uit. De herbouw vond in de jaren 1948-1961 plaats onder leiding van Eugen Altenhöfer. Daarbij werden de pijlers en gewelven opnieuw opgemetseld, deels met aanwending van het oude bouwmateriaal. De westelijke galerij werd geheel nieuw gebouwd.

## Beschrijving
De Mariakapel is een drieschepige pseudobasiliek met vijf traveeën waarvan het middenschip weinig hoger is dan de zijbeuken. De buitenbouw wordt wisselend door hoge lancetvensters en steunberen gedomineerd. De kerk heeft drie portalen. Bijzonder zijn de kunstwerken van Adam en Eva (1398) van Tilman Riemenschneider aan het zuidelijk portaal (de originele beelden bevinden zich in het Mainfränkisches Museum te Würzburg). Het origineel van de Madonna aan de middenpijler van het westelijk portaal bevindt zich in de kerk aan de zuidelijke muur (1440). Het erboven bevindende timpaan met het Jongste Gericht dateert van 1420. De beelden van de apostelen (Tilman Riemenschneider) werden vanaf 1490 in opdracht van de stadsraad voor de nissen van de steunberen gemaakt. Het oostelijke koor heeft drie traveeën en een 5/8 afsluiting. Koor en zijschepen hebben kruisribgewelven, het middenschip heeft parallelribgewelven (de voorloper van het netgewelf).

## Interieur
Het vroegste kunstwerk van de kerk is een reliëf dat de dood van Maria voorstelt (1400, in het zuidelijke zijschip). Een kruisigingsreliëf en de consoles aan de pijlers in het schip dateren ongeveer uit dezelfde tijd. Belangrijke grafmonumenten zijn die van de ridder Konrad von Schaumberg (gestorven 1499) van Tilman Riemenschneider, de epitafen voor Jörg Schrimpf (gestorven 1556), Peter Dell de Jongere (gestorven circa 1575) en het epitaaf voor Anna Külwein (gestorven 1563). Onder de bekende personen die in de kapel werden begraven behoort de Duitse architect Balthasar Neumann. De kapel bezit een fraaie reliekbuste van de in Würzburg geboren heilige Aquilinus. Het huidige hoogaltaar stamt uit de vroege 16e eeuw en bevond zich voordien in de Neumünster te Würzburg, de oorspronkelijke herkomst is niet bekend.

## Afbeeldingen

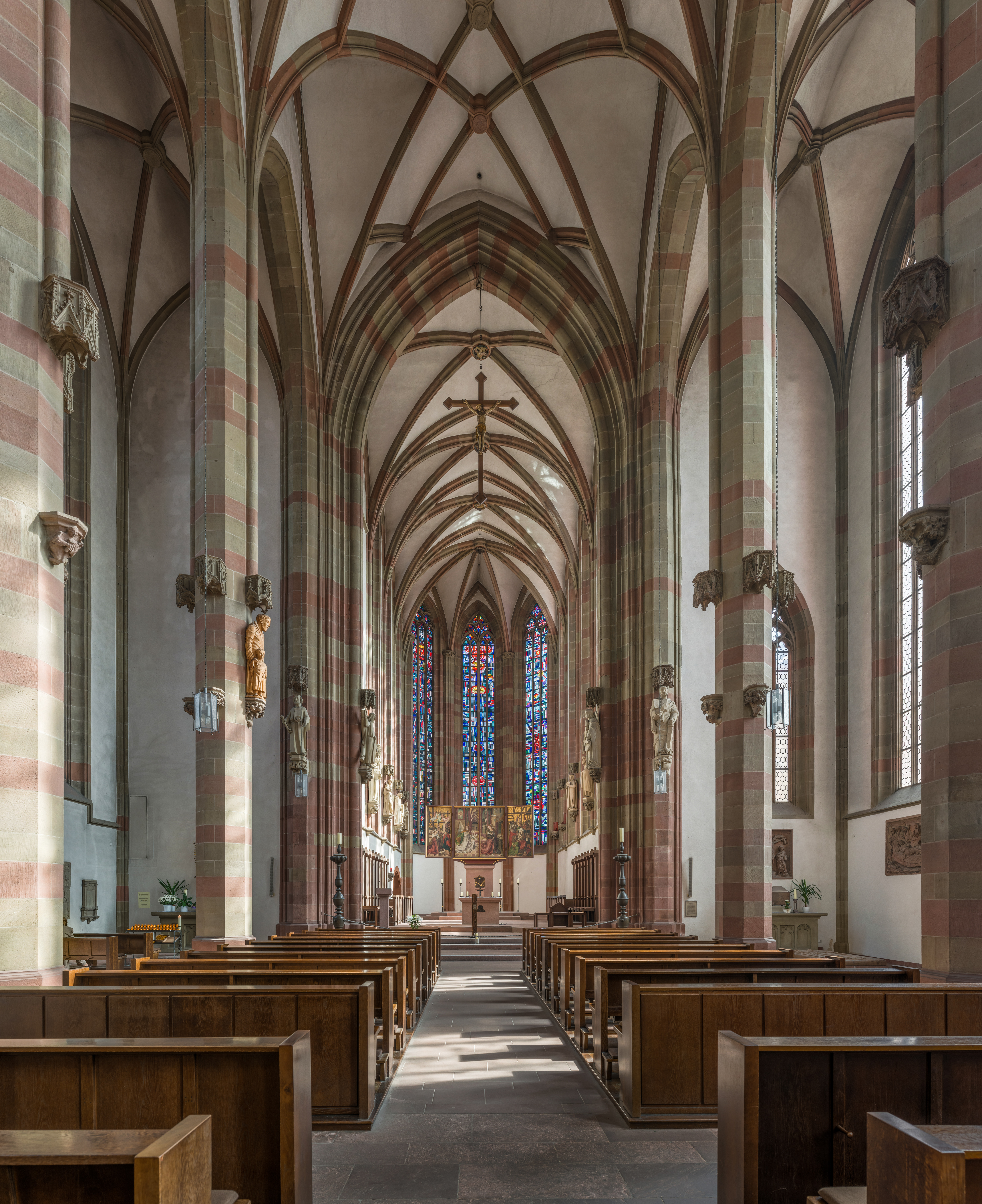
Interieur
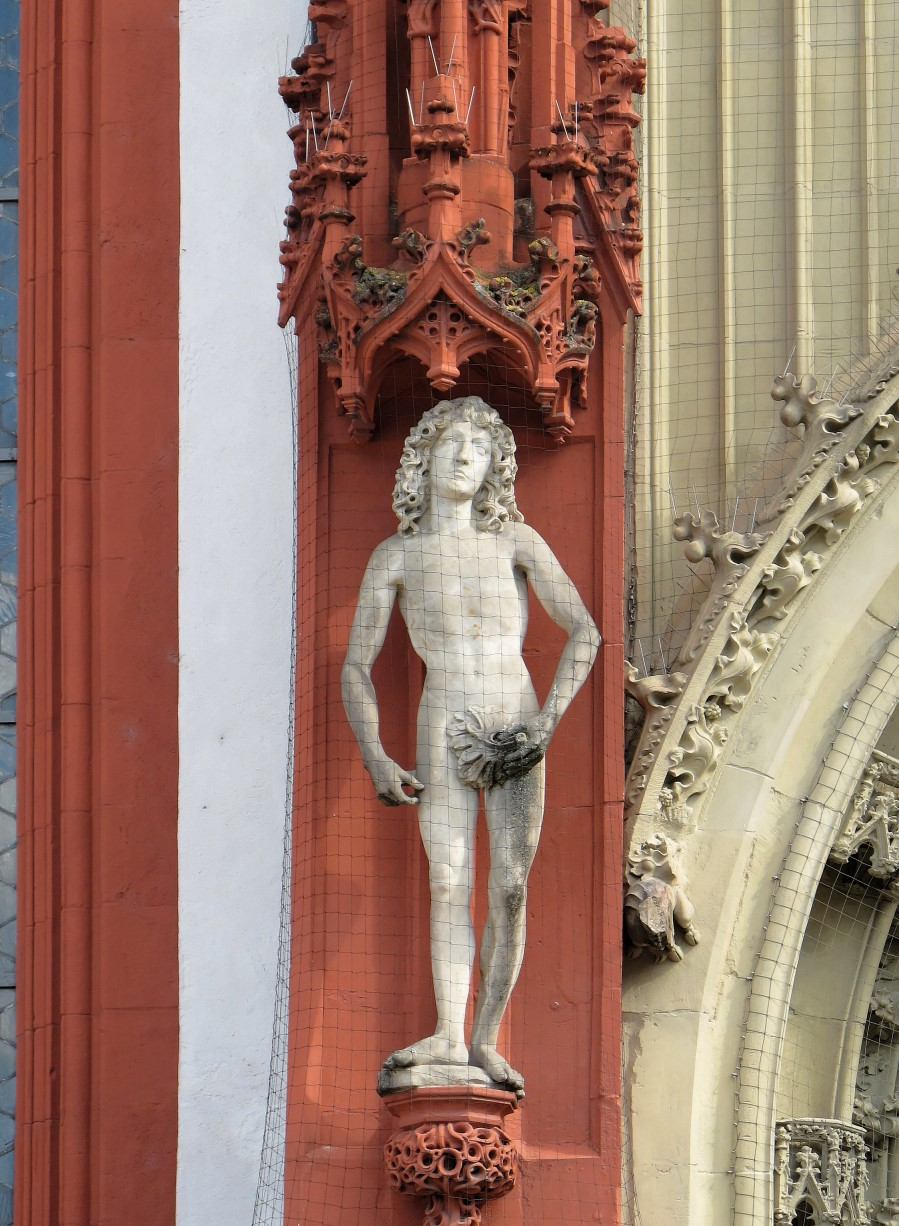
Zuidelijk portaalbeeld (Adam)
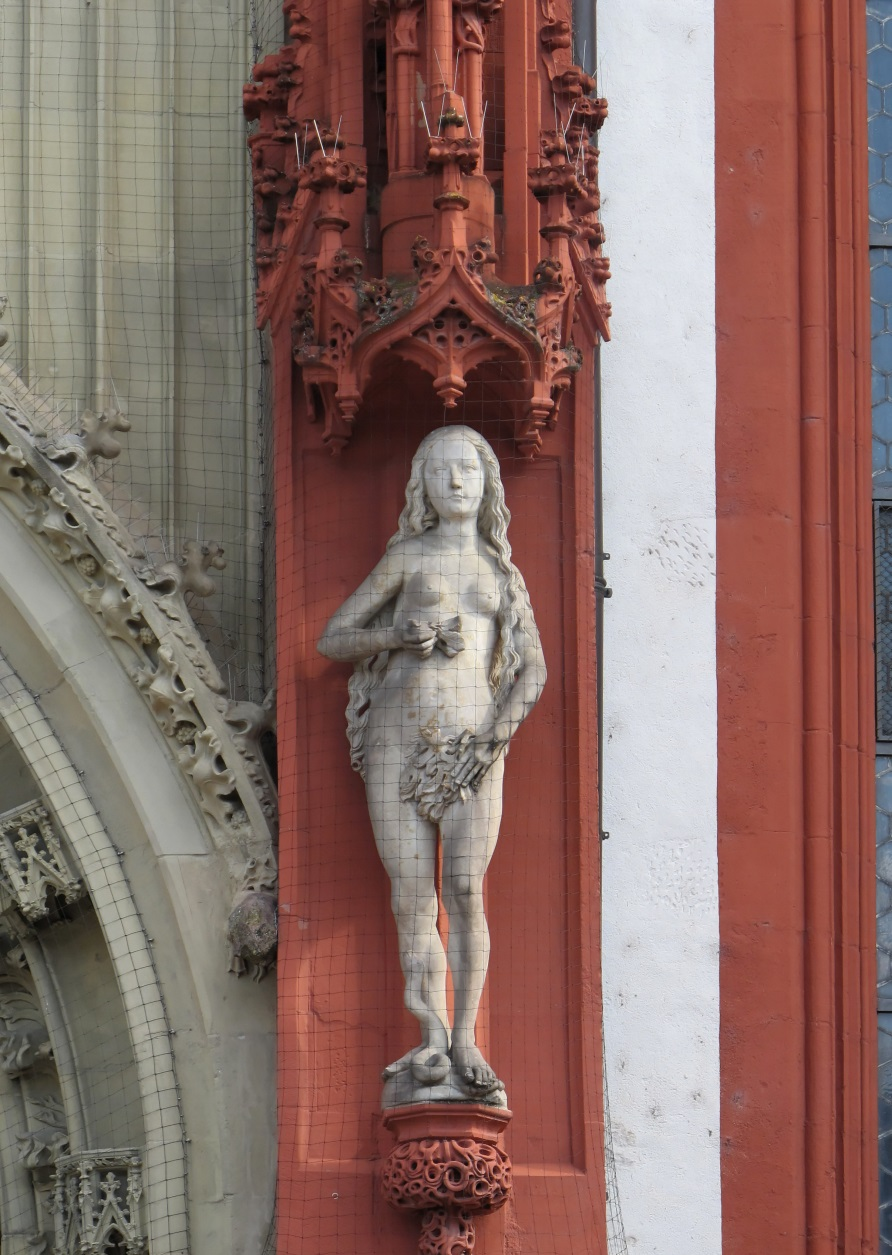
Zuidelijk portaalbeeld (Eva)
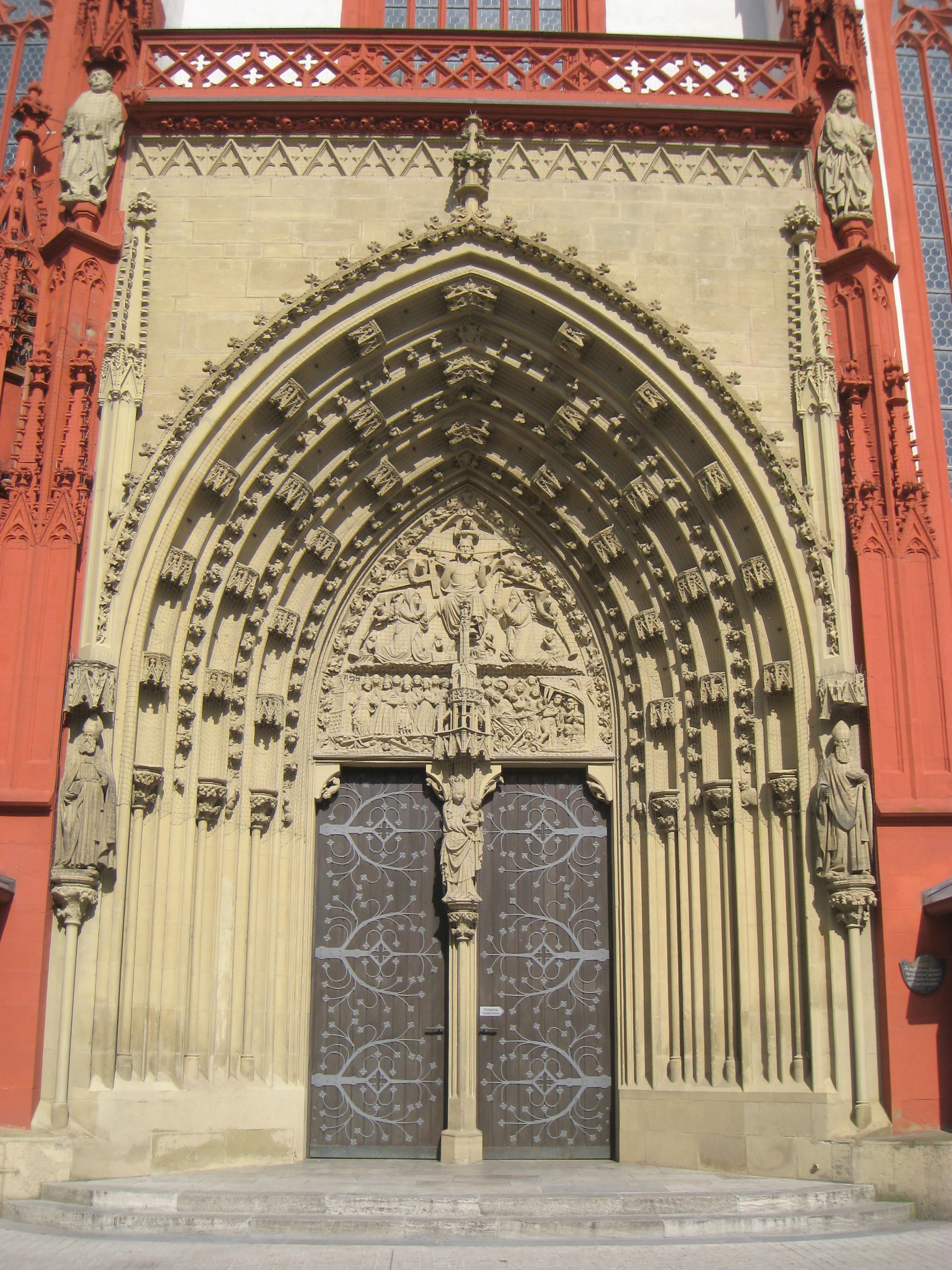
Westelijk portaal
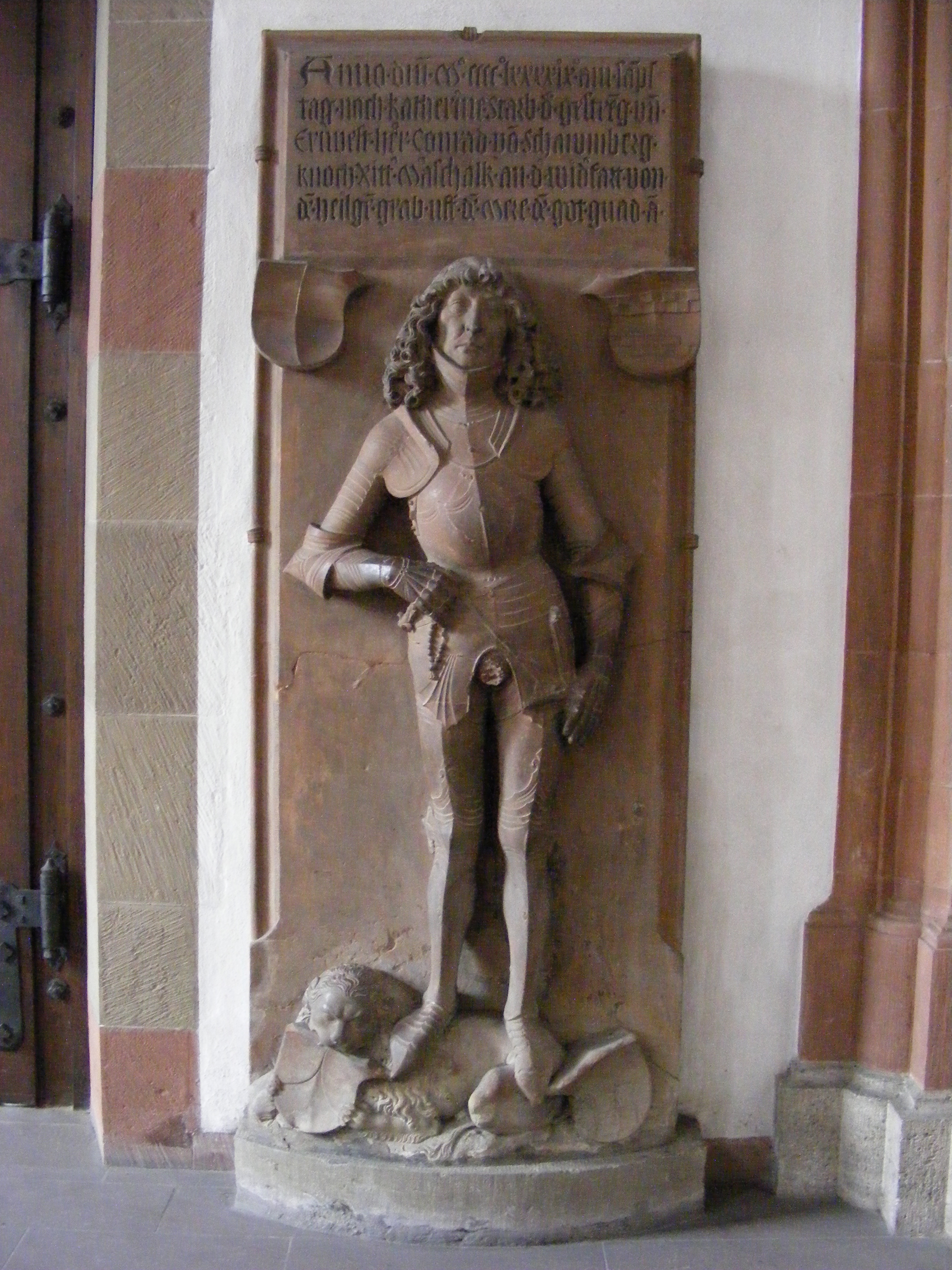
Monument Konrad von Schaumberg